# Pascal (Vorname)
Pascal ist ein männlicher, selten auch weiblicher Vorname.

## Herkunft und Bedeutung
Pascal ist die französische Variante des spätlateinischen Namens Paschalis „österlich“, „im Zusammenhang mit Ostern“, der sich von der Vokabel pascha ableitet, die aus der hebräischen Vokabel פֶּסַח pæsaḥ bzw. aramäisch פַּסְחָא pasḥāʾ entstand. Aufgrund des zeitlichen Zusammenhangs beider Feste, verwendet das Lateinische für Ostern und Pessach dieselbe Vokabel.
Ursprünglich wurde der Name überwiegend an Kinder, die in der Osterzeit geboren wurden, vergeben.

## Verbreitung
Pascal war in Frankreich zu Beginn des 20. Jahrhunderts relativ verbreitet. Bis in die 1940er Jahre hinein verblieb er auf ähnlichem Niveau in den 120er- und 130er-Rängen der Vornamenscharts. Ab Mitte der 1940er Jahre gewann der Name an Popularität. Von 1958 bis 1969 gehörte der Name zu den 10 meistvergebenen Jungennamen des Landes. Anschließend sank seine Beliebtheit zunächst langsam, ab den 1990er Jahren stark. Seit 2003 gehörte er nicht mehr zu den 500 meistvergebenen Jungennamen des Landes.
In Québec zählte Pascal im Jahr 1980 noch zu den 20 beliebtesten Jungennamen. Auch dort wurde er immer seltener vergeben. Die letzte Platzierung in den Top-100 der Vornamenscharts erreichte der Name im Jahr 1999. Ein ähnliches Bild zeigt sich auch in der Schweiz, jedoch mit einer zeitlichen Verschiebung von etwa 10 Jahren nach hinten.
In Österreich war der Name Pascal vor allem in den späten 1990er und 2000er Jahren beliebt.
In Deutschland kommt der Name Pascal vor allem seit den 1970er Jahren vor. Von der Mitte der 1980er Jahre bis Mitte der 2000er Jahre war der Name besonders populär. Mit Rang 19 erreichte der Name im Jahr 1999 seine einzige Platzierung unter den 20 beliebtesten Jungennamen Deutschlands. Mit den 2010er Jahren begann ein steiler Abstieg des Namens in den Hitlisten.

## Varianten
- Bulgarisch: Паскал Paskal
- Französisch
  - Feminin: Pascale, Pascaline
- Griechisch: Πασχάλης Paschális
- Italienisch: Pasquale
  - Ladinisch: Pasqual
  - Sardinisch: Pascale
  - Latein: Paschal, Paschalis
  - Diminutiv: Pasqualino, Lino
  - Feminin: Pasqualina
- Kornisch: Pasco
- Kroatisch: Paškal
  - Diminutiv: Paško
- Mazedonisch: Паскал Paskal
- Portugiesisch: Pascoal, Pascácio
- Spanisch: Pascual
  - Katalanisch: Pasqual
  - Feminin: Pascuala

## Namenstage
- 17. Mai: nach Paschalis Baylon[9]
- 11. Februar: nach Paschalis I.
  - orthodox am 14. Mai

## Namensträger

### Pascal
- Pascal Andres (* 1993), deutscher Film-, Fernseh- und Theaterschauspieler
- Pascal Breier (* 1992), deutscher Fußballspieler
- Pascal Breuer (* 1966), österreichischer Schauspieler
- Pascal Bruckner (* 1948), französischer Schriftsteller
- Pascal Couchepin (* 1942), Schweizer Politiker
- Jean-Pascal Delamuraz (1936–1998), Schweizer Politiker
- Pascal Egloff (* 1992), Schweizer Skispringer
- Pascal Finkenauer (* 1977), deutscher Sänger
- Pascal Gibon (* 1961), französischer Autorennfahrer und Unternehmer
- Pascal Hens (* 1980), deutscher Handballspieler
- Pascal Itter (* 1995), deutscher Fußballspieler
- Pascal Johanssen (* 1973), deutscher Galerist
- Pascal Kober (* 1971), deutscher Politiker
- Pascal Kravetz (* 1970), deutscher Musiker
- Pascal Lainé (1942–2024), französischer Schriftsteller
- Pascal Langer (* 1977), belgischer Schilangläufer und Biathlet
- Pascal Lefrançois (* 1986), kanadischer Pokerspieler
- Pascal Mahé (* 1963), französischer Handballspieler und -trainer
- Pascal Nicklas (* 1965), deutscher Schriftsteller, Journalist und Literaturwissenschaftler
- Pascal Ojigwe (* 1976), nigerianischer Fußballspieler
- Pascal Pia (1903–1979), französischer Schriftsteller, Journalist und Illustrator
- Pascal Quignard (* 1948), französischer Schriftsteller
- Pascal Reddig (* 1995), deutscher Politiker und Mitglied des Bundestages
- Pascal Roller (* 1976), deutscher Basketballspieler
- Pascal Salin (* 1939), französischer Ökonom
- Pascal Trépanier (* 1973), kanadischer Eishockeyspieler
- Pascal Ulli (* 1969), Schweizer Schauspieler, Produzent und Regisseur
- Pascal Vahirua (* 1966), französischer Fußballspieler
- Pascal Wehrlein (* 1994), deutscher Automobilrennfahrer
- Pascal Yoadimnadji (1950–2007), tschadischer Politiker
- Pascal Zuberbühler (* 1971), Schweizer Fußballnationaltorhüter

### Paschalis
- Paschalis Baylon (1540–1592), Laienbruder im Franziskanerorden, Heiliger der römisch-katholischen Kirche
- Paschalis I. (Papst) († 824), Papst (817–824)
- Paschalis II. († 1118), Papst (1099–1118)

- Paschalis Fangauer (1882–1950), deutscher Benediktinermönch und Märtyrer
- Paschalis Gratze (1819–1896), deutscher Orgelbauer, Kirchenplaner und Baumeister, Franziskaner (OFM)

### Pascalis, Pashalis
- Pascalis Arvanitidis (* 1946), griechischer Sänger

### Weibliche Namensträger
- Pascal von Wroblewsky (* 1962), deutsche Jazzmusikerin, Sängerin und Schauspielerin